# مایکرو موبیلیتی سیستمز

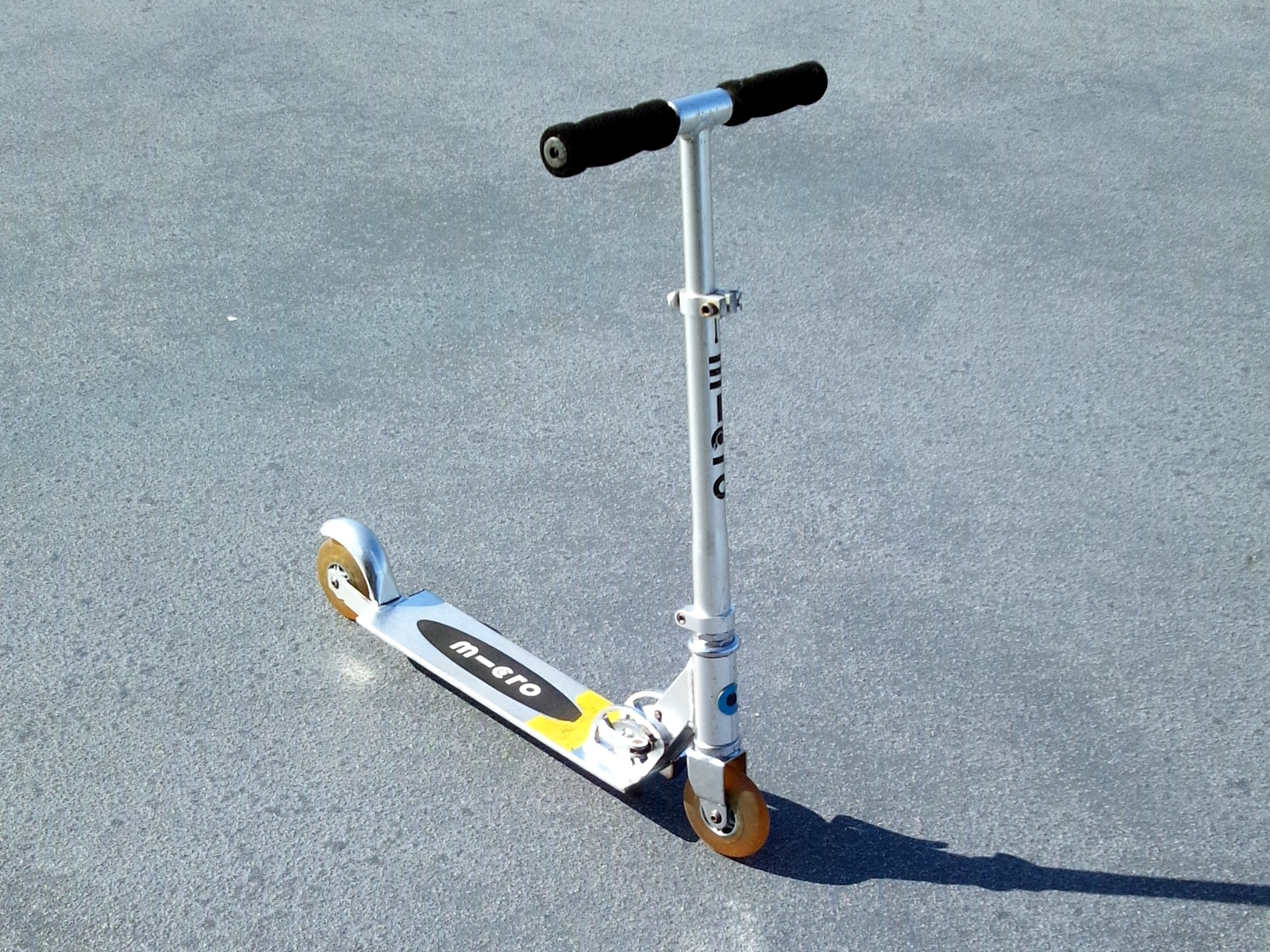
شرکت ورزشی سوئیسی

مایکرو موبیلیتی سیستمز (انگلیسی: Micro Mobility Systems) شرکت تجهیزات ورزشی سوئیسی است، که در سال ۱۹۹۶ توسط ویم اوبوتر تأسیس شد.